# Catoria
Catoria là một chi bướm đêm thuộc họ Geometridae.

## Các loài
- Catoria camelaria (Guenée, 1857)
- Catoria delectaria (Walker, 1866)
- Catoria hemiprosopa (Turner, 1904)
- Catoria olivescens Moore, 1888
- Catoria proicyrta (Prout, 1932)
- Catoria sublavaria (Guenée, 1857)
- Catoria tamsi Prout, 1929